# Oenanthe uhligii
Oenanthe uhligii är en flockblommig växtart som först beskrevs av H.Wolff, och fick sitt nu gällande namn av C.Norman. Oenanthe uhligii ingår i släktet stäkror, och familjen flockblommiga växter. Inga underarter finns listade i Catalogue of Life.